# Helge Herala

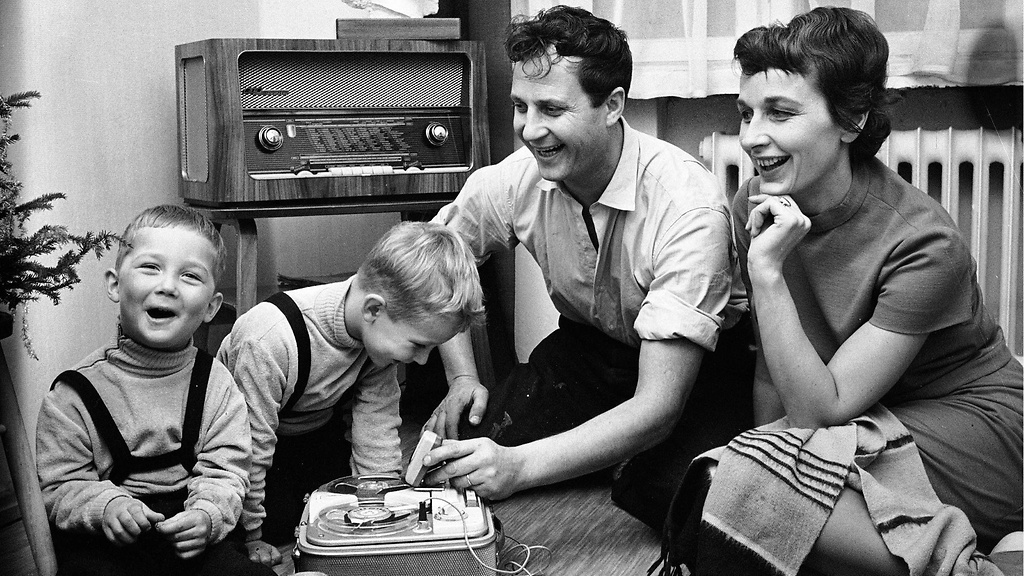
Helge Herala y Marja Korhonen en 1958

Helge Herala (30 de septiembre de 1922 – 27 de febrero de 2010) fue un actor teatral, cinematográfico y televisivo finlandés.

## Biografía
Su nombre completo era Helge Frans Birger Herala, y nació en Hämeenlinna, Finlandia. Criado en un cuartel por ser su padre maestro contratado por las Fuerzas Armadas de Finlandia, se hizo actor por casualidad tras la Segunda Guerra Mundial, contra la opinión de sus padres, que les hubiera gustado que fuera ingeniero.
Herala, que sirvió en la Armada Finlandesa durante la guerra, inició su carrera teatral en el Työväen Teatteri de Turku en 1946, continuando al siguiente año actuando en el Kaupunginteatteri de la misma ciudad. Allí conoció a su futura esposa, Marja Korhonen. El matrimonio se trasladó en 1955 a Helsinki, al Kansanteatteri-Työväenteatteri. En la capital trabajó también en el Intimiteatteri, institución en la cual representó la obra de Maria Jotuni Kultainen vasikka. La adaptación al cine de la obra en 1961 le valió a Herala un Premio Jussi al mejor actor en 1962.
Herala y Korhonen pasaron al Teatro Nacional de Finlandia en 1963. En 1973 fue director en el Kouvolan Teatteri. Aunque dejó el teatro tras fallecer su hijo, siguió haciendo algunas actuaciones televisivas. Para la televisión había trabajado en emisiones en directo de obras dramáticas y operetas y, más adelante, en programas de entretenimiento. En los años 1980 fue conocido por actuar en la serie televisiva Valehtelijoiden klubi (1981–1983). 
Su primer papel en el cine fue el principal en la película de Roland af Hällström Hallin Janne (1950), cinta tras la cual rodó Tukkijoella (1951) y Noita palaa elämään (1952). Fue también protagonista en la comedia de Aarne Tarkas Vatsa sisään, rinta ulos! (1959), con el papel de Capitán Routa, actuando junto a Tommi Rinne. Ambos actores volvieron a coincidir ese mismo año en la comedia de suspense Ei ruumiita makuuhuoneeseen. En la década de 1960 actuó en producciones como la dirigida por Matti Kassila Tähdet kertovat, komisario Palmu (1962) así como la de Edvin LaineTäällä Pohjantähden alla (1968). En 1972 actuó en Akseli ja Elina (1972), film realizado por Vihtori Kivioja. En total, a lo largo de su carrera Herala trabajó en una cincuentena de producciones cinematográficas.
Tras la muerte  en accidente de circulación de su hijo Jarkko Herala en 1974, Herala abandonó el teatro, y fundó en Turkiu una panadería junto a su hermano, la cual estuvo en funcionamiento hasta 1991.
Helge Herala hubo de usar silla de ruedas en su vejez. En 2003 hubieron de amputarle ambas piernas como consecuencia de una diabetes. A partir de 2006 vivió con su esposa, Marja Korhonen, en la residencia  de ancianos Riistavuoren vanhustenkeskus en Etelä-Haaga, un distrito de Helsinki. Falleció en dicha ciudad en 2010, a los 87 años de edad. Fue enterrado junto a su hijo Jarkko y su esposa. Además de Jarkko (1952), el matrimonio había tenido a Turo (1954) y Heidi (1960). Tuvieron seis nietos, siendo la más conocida la segunda hija de Turo Herala, la modelo y presentadora Niina Backman.

## Filmografía (selección)
- 1950 : Hallin Janne
- 1951 : Tukkijoella
- 1952 : Noita palaa elämään
- 1953 : Sillankorvan emäntä
- 1957 : Vääpelin kauhu
- 1957 : Pikku Ilona ja hänen karitsansa
- 1957 : Nummisuutarit
- 1957 : Herra sotaministeri
- 1957 : 1918 – mies ja hänen omatuntonsa
- 1958 : Pieni luutatyttö
- 1958 : Paksunahka
- 1958 : Murheenkryynin poika
- 1959 : Ei ruumiita makuuhuoneeseen
- 1959 : Vatsa sisään, rinta ulos!
- 1959 : Virtaset ja Lahtiset
- 1959 : Hääyö
- 1960 : Autotytöt
- 1961 : Rakas...
- 1961 : Olin nahjuksen vaimo
- 1961 : Miljoonavaillinki
- 1961 : Kultainen vasikka
- 1962 : Varjostettua valoa
- 1962 : Tie pimeään
- 1962 : Tähdet kertovat, komisario Palmu
- 1962 : Pikku Suorasuu
- 1962 : Älä nuolase...
- 1963 : Villin Pohjolan kulta
- 1963 : Turkasen tenava!
- 1963 : Obmolov
- 1966 : Johan nyt on markkinat!
- 1966 : Kuten haluatte (serie TV)
- 1967 : Jatkoaika (serie TV)
- 1968 : Täällä Pohjantähden alla
- 1968 : Noin 7 veljestä
- 1968 : Äl’ yli päästä perhanaa
- 1970 : Akseli ja Elina
- 1971 : Lauantai-ilta MTV:ssä (serie TV)
- 1971 : Mummoni ja Mannerheim (serie TV)
- 1973 : Pohjantähti
- 1977 : Häpy Endkö? Eli kuinka Uuno Turhapuro sai niin kauniin ja rikkaan vaimon
- 1977 : Viimeinen savotta
- 1977 : Aika hyvä ihmiseksi
- 1977 : Omat jutut (serie TV)
- 1979 : Natalia
- 1979 : Koeputkiaikuinen ja Simon enkelit
- 1980 : Tup-akka-lakko
- 1981 : Pölhölä
- 1981 : Valehtelijoiden klubi (serie TV)
- 1982 : Saippuakauppias (telefilm)
- 1983 : Koomikko
- 1984 : Uuno Turhapuro armeijan leivissä
- 1986 : Uuno Turhapuro muuttaa maalle
- 1986 : Pekka Puupää poliisina
- 1987 : Suomalainen lemmenlaiva (serie TV)
- 1990 : Uunon huikeat poikamiesvuodet maaseudulla
- 1990 : Axel
- 1992 : Uuno Turhapuro – Suomen tasavallan herra presidentti
- 1993 : Marskin risti
- 1993 : Tuntemattomalle jumalalle (serie TV)
- 1994 : Milkshake (serie TV)
- 1994 : Paratiisin lapset
- 1994 : Maigret et le fantôme (telefilm)
- 1997 : Nitrokabinetti (serie TV)
- 1998 : Poliisin poika (telefilm)
- 2000 : Raid (serie TV)
- 2003 : Raid
- 2004 : Uuno Turhapuro – This Is My Life